# بطن
البطن (بالإنجليزية: Abdomen) هو الجزء من الجسم الواقع بين الصدر والحوض عند البشر والفقاريات الأخرى. ويُطلق على المنطقة التي يشغلها البطن التجويف البطنيّ. يمتد البطن من الصدر عند الحجاب الحاجز إلى الحوض عند حافة الحوض، التي تمتد من المفصل القطني العُجُزِيّ (القرص بين الفقرات القطنيّة الخامسة L5 والعجزيّة الأولى S1) حتَّى ارتفاق العانة وبينهما حافة مدخل الحوض، فيُدعى الجوف الواقع فوق هذه الحافة وتحت الحجاب الحاجز الصدريّ بـالتجويف البطنيّ. حدود التجويف البطنيّ هي الجدران البطنيّة في الأمام والسطح خلف البريتواني في العمق.

## البنية

### المحتويات
يحتوي البطن على معظم الأعضاء ذات الشكل الأنبوبي للسبيل الهضميّ، بالإضافة للعديد من الأعضاء الصلبّة (غير المُجوَّفة). تتضمن أعضاء البطن المُجوّفة كلاً من المعدة والأمعاء الدقيقة والقولون بالإضافة إلى الزائدة المتصلة به. بالإضافة إلى أعضاء الكبد والمرارة المتصلة به والبنكرياس كل هذ الأعضاء ذات وظيفة تترافق مع السبيل الهضميّ وتتواصل مع السبيل الهضميّ عبر أقنية هذه الأعضاء التي تنفتح على السبيل الهضميّ. كذلك الطحال والكِلَى (جمع كلية) والغدتان الكظريتان تتوضع أيضاً داخل البطن، بالإضافة إلى الأوعية الدموية الكبيرة بما في ذلك الشريان الأبهر والوريد الأجوف السفليّ. قد يعتبر علماء التشريح أن المثانة البوليّة والرحم وقنوات فالوب والمبيضين أعضاء بطنيّة وقد يعتبرونهم أعضاءاً حوضيّة. أخيراً، يحتوي البطن على غشاء واسع يُدعى الصفاق أو البريتوان. تُغطّى بعض الأعضاء بطيّة من البريتوان بشكل كامل، وتتغطّى بعضها الآخر بطيّة من البريتوان على أحد جوانبها والتي عادةً ما تكون الأقرب إلى جدار البطن، ويدعو علماء التشريح هذه الأعضاء بالأعضاء خلف البريتوان.
- السبيل الهضميّ: المعدة والأمعاء الدقيقة والأمعاء الغليظة والأعور والزائدة الدوديّة
- أعضاء ملحقة بالسبيل الهضميّ: الكبد والمرارة والبنكرياس
- الجهاز البوليّ: الكلى والحالبين -و لكنهما تقنيّاً يقعان خلف البريتوان- خارج الغشاء البريتواني
- أعضاء أخرى: الطحال

تكون الأعضاء البطنيّة عند بعض الحيوانات عالية التمايز. مثلاً، معدة المُجترَّات (فرع من الثدييات) تُقسم إلى أربع حجرات وهي الكرش والشبكيّة و (القبة) أم التلافيف وانفحة. في الفقاريات، تكون البطن جوف كبير مُغلق بالعضلات البطنيّة بطنيّاً ووحشيّاً وبالعمود الفقري ظهريَّاً، كما قد تشترك الأضلاع السفليّة في إغلاق البطن بطنيّاً ووحشيّاً. يتصل جوف البطن بجوف الصدر بواسطة الحجاب الحاجز، والبنى كالأبهر والوريد الأجوف السفليّ والمريء تمرّ عبر الحجاب الحاجز من أحد الجوفين إلى الآخر. يُبطّن كلٌ من الجوفين البطني والحوضي بغشاء مصليّ يُعرف باسم البريتوان الجداري (أما جوف الصدر بالجنبة الجداريّة)، ويستمر هذا الغشاء (البريتوان الجداري والجنبة الجداريّة) بغشاء مصليّ يغطيّ الأعضاء يُدعى البريتوان الحشويّ (في الصدر الجنبة الحشويّة). يحتوي البطن عن الفقاريات على أعضاء تنتمي لأجهزة مختلفة كالهضميّ والبوليّ.

### العضلات
يتكوّن جدار البطن من ثلاث طبقات عضليّة وهي من الخارج إلى الداخل: المنحرفة الظاهرة والمنحرفة الباطنة والمستعرضة البطنيّة. تمتد هذه الطبقات بين العمود الفقري والأضلاع السفليّة والعرف الحرقفي والعانة في الورك. تندمج ألياف هذه الطبقات العضليّة باتجاهها إلى الخط الناصف وتحيط بالمستقيمة البطنيّة بواسطة غمد، وفيما بعد تندمج الألياف تماماً عند الخط الأبيض. تُكتسب القوّة من خلال تقاطع الألياف حيث تتجه المنحرفة الظاهرة إلى الأمام والأسفل، والمنحرفة الداخليّة إلى الأمام والأعلى أما المستعرضة البطنيّة فتتجه أفقيّاً إلى الأمام.
العضلة المستعرضة البطنيّة عضلة مسطّحة ومثلثيّة الشكل تسير أليافها أفقيّاً. تمتد العضلة المستعرضة البطنيّة بين المنحرفة الباطنة واللفافة المُبطّنة للمستعرضة البطنيّة. تنشأ المستعرضة البطنيّة من رباط بوبارت والشفة الداخلية لعظم الحرقفة واللفافة القطنيّة والسطح الداخلي لغضاريف الأضلاع الستة السفليّة، وتنغرز على الخط الأبيض خلف المستقيمة البطنيّة.
تكون العضلة المستقيمة البطنيّة طويلة ومسطّحة. تتقطّع العضلة بواسطة حزم ليفية تُدعى تقطّعات وتريّة. تُغلّف المستقيمة البطنيّة بغمد ثخين، وُصف في الأعلى، بواسطة ألياف من كلٍ من العضلات الثلاث السابقة التي تشكّل جدار البطن الوحشيّ. تنشأ العضلة من عظم العانة وتصعد إلى أعلى باتجاه البطن على كل جانب من الخط الأبيض وتنغرز بالغضاريف الضلعيّة الخامس والسادس السابع. في المنطقة الإربيّة، تمرّ القناة الإربيّة عبر هذه الطبقات أي تخترقها عبر فجوة، وعبر هذه الفجوة تستطيع الخصيتان النزول من البطن كما يمر عبرها الحبل الليفي من الرحم عند الأنثى، كما يمكن عند هذه الفجوة أن تحدث الفتوق الإربيّة.
العضلة الهرميّة عضلة صغيرة مثلثيّة الشكل، تقع أسفل البطن أمام المستقيمة البطنيّة. تنشأ من عظم العانة وتنغرز في الخط الأبيض تحديداً في منتصف المسافة بين العانة والسرّة.

## الوظيفة
وظيفياً، يحدث في البطن معظم عمليات الهضم والامتصاص. يتكوّن السبيل الهضميّ من الجزء السفليّ من المريء والمعدة والاثنا عشر (العفج) والصائم والدقاق والأعور والزائدة الدوديّة والقولون الصاعد والقولون المعترض والقولون النازل والقولون السيني والمستقيم. هناك أيضاً أعضاء حيويّة أخرى تقع داخل البطن كالكبد والكلى والبنكرياس والطحال.
تُقسم جدران البطن إلى جدار خلفي وجدار أمامي وجداران وحشيّان.

### الحركة والتنفس والوظائف الأخرى
تمتلك العضلات البطنية وظائف عديدة هامة. فالعضلات البطنية تساعد في عملية التنفس كعضلات إضافية للتنفس. علاوةً على ذلك، تقدم هذه العضلات حمايةً للأعضاء الداخليّة، كما أنها تقدم بالاشتراك مع عضلات الظهر دعامةً للوقوف وتمنح الجسم جزءاً مهمّاً شكليّاً. عندما ينغلق لسان المزمار ويثبت الصدر والحوض تساعد عندها عضلات البطن على السعال والتبول والتقيوء والولادة والتغوّط والغناء.
و عند تثبيت الحوض، يمكن لعضلات البطن أن تبدأ حركة الجذع إلى الأمام. كما أن عضلات البطن تمنع فرط التمدّد. وعند تثبيت الصدر، يمكن لعضلات البطن أن تسحب الحوض إلى أعلى، وأخيراً يمكن لعضلات البطن أن تعطف العمود الفقري جانبيّاً ويمكن أن تساعد في دوران الجذع.

### الوضع
العضلة المستعرضة البطنيّة أعمق عضلات البطن، ولذا فلا يمكن أن تُلمس من الخارج. ويمكن لها أن تؤثر بشكل كبير على وضع الجسم. العضلات المائلة الباطنة أيضاً عميقة وتؤثر أيضاً على وضع الجسم. كلا العضلتين تشتركان في التدوير والعطف الوحشي للعمود الفقري وتُتسخدمان كذلك لثني ودعم العمود الفقري من الأمام. العضلات المنحرفة الظاهرة أكثر سطحيّة مما سبق ذكره وتشترك كذلك في التدوير والعطف الوحشي للعمود الفقري، كما أنها تساهم في ثبات العمود الفقري إلى أعلى. أما العضلة المستقيمة البطنيّة فليست الأكثر سطحيّةً، بل تُغطى بغمد وتري يمتد من العضلات المنحرفة الظاهرة، وتتظاهر العضلة المستقيمة البطنيّة سطحيَّاً عند التدريب البدني بالعضلة ذات القطع الست 6-pack التي تظهر على البطن، إلا أنه من المفترض أن تكون ذات عشرة قطع لأن هناك خمس قطع في كل جانب، إلا أنه وبسبب وجود قطعتين عضليّتين في كل جانب فوق عظم العانة تماماً وكونهما غير مرئيتين بشكل جيّد لا تظهران على السطح، وبالتالي تتبارز العضلة سطحيّاً بست قطع عضليّة. تتمثّل وظيفة المستقيمة البطنيّة بثني العمود الفقري إلى الأمام عند انقباضها.

## المجتمع والثقافة
لمظهر البطن الخارجيّ أهميّة اجتماعية وثقافية متباينة حول العالم، اعتماداً بالدرجة الأولى على نمط المجتمع، فيمكن اعتبار الوزن الزائد مؤشر على الثروة والهيبة بسبب الطعام الزائد، أو كدليل على الحالة الصحيّة السيئة بسبب عدم ممارسة الرياضة. في العديد من الثقافات تُمثِّل تعرية البطن سلوكاً جنسيّاً كما هو الحال في إظهار انقسام الثدي.

## التمارين
باعتبار البطن عنصر أساسي في دعم العمود الفقري ومساهم في وضعية جسم الإنسان، فمن المهم تمرين هذه العضلات تجنباً لضعفها، وينبغي الانتباه إلى القيام بهذه التمارين بشكل صحيح تجنباً لحدوث التشنّجات المؤلمة جداً التي تُرافق إجهادها الشديد وكذلك تجنّباً للإصابات. عندما تُمارس هذه التمارين بشكل صحيح، تساهم عضلات البطن في تحسين وضعية الوقوف والتوازن، والحد من احتمال نوبات آلام الظهر وتخفيف شدة هذه الآلام وحماية الظهر من الإصابة عبر تقويته، كما وتساعد هذه التمارين على تجنّب إجراء بعض العمليات الجراحية للظهر، كما وتمنح العضلات البطنيّة المرونة للجسم كذلك. يمكن تمرين العضلات البطنيّة عبر ممارسة تمارين مخصصة من نمط تمارين قوة الجسم العامة كاليوغا والبيلاتس وتا تشي شوان والهرولة وغيرها. كما أن هناك إجراءات أو تقنيّات محددة تستهدف كل عضلة من عضلات البطن دون الأخرى.

## الأهمية السريرية
السُمنة البطنيّة حالةٌ تتراكم فيها الدهون البطنيّة أو الحشويّة بشكل كبير بين الأعضاء البطنيّة. تترافق هذه الحالة مع خطر مرتفع لأمراض القلب والربو والسكري من النمط الثاني.
إصابة البطن حالة يتعرض فيها البطن لصدمة، يمكن أن تنطوي هذه الحالة على أذية في الأعضاء البطنيّة. كما أن هناك خطر مرتبط بفقد دم حاد وحدوث عدوى. كما يمكن لإصابات الجزء السفليّ من الصدر أن تشتمل على أذية في الطحال والكبد أيضاً.
حالة البطن الزورقيّ حالة يُمتصّ فيها البطن للداخل. في حديثي الولادة، قد تُمثّل هذه الحالة فتق حجابيّ. عموماً، تدل هذه الحالة على سوء التغذية.
هنا قائمة بأهم الارتباطات السريرية لجميع محتويات البطن
- فتق بطنيّ
- فتق شبيغيلي
- شقوق جراحية
- اختفاء الخصية
- فتق فوق المثانة
- فتق قناة ناك
- ادرة (قيلة مائية)
- قيلة دموية
- التواء الحبل المنوي
- قيلة دوالية
- قيلة منوية
- التهاب الصفاق (التهاب البريتوان)
- التصاق صفاقي (التصاق بريتواني)
- دوالي المريء
- حرقة الفؤاد (داء الارتجاع المعدي المريئي GERD)
- تضيُّق بوابي ضخامي خلقيّ
- فتق حجابي
- قرحة معدية وقرحة هضمية
- إقفار جيت
- رتج لفائفي
- فغر سيني
- فغر لفائفي
- التهاب القولون واستئصال القولون
- التهاب الزائدة الدودية
- انفتال أمعاء
- التهاب الردب
- ضخامة طحال
- التهاب البنكرياس
- ضخامة كبدية
- تشمع الكبد
- حصاة المرارة
- فرط ضغط الدم البابي
- الفواق (الحازوقة)
- خراج القطنيّة
- الخراج حول الكلية
- تدلي الكلية
- متلازمة الوريد الكلوي (متلازمة الكسارة)
- الحصيات الكلوية

### المرض
العديد من أمراض السبيل الهضميّ تؤثّر على العديد من أعضاء البطن. تتضمن هذه الأمراض أمراض المعدة وأمراض الكبد وأمراض البنكرياس وأمراض المرارة وأمراض قناة الصفراء وأمراض الأمعاء بما فيها التهاب الأمعاء وأمراض البطن والتهاب الرتج ومتلازمة القولون المتهيج.

### الفحص
يمكن استخدام إجراءات طبية عديدة لفحص أعضاء السبيل الهضميّ. تتضمن هذه الإجراءات التنظير وتنظير القولون والتنظير السيني وتنظير الأمعاء والتنظير المريئي المعدي الاثنا عشري (العفجي). هناك أيضاً عدد من تقنيات التصوير الطبي الممكن استخدامها. بالإضافة إلى ما سبق هناك العلامات السطحيّة التي تُمثِّل مؤشراً هاماً في فحص البطن.

#### العلامات السطحيّة

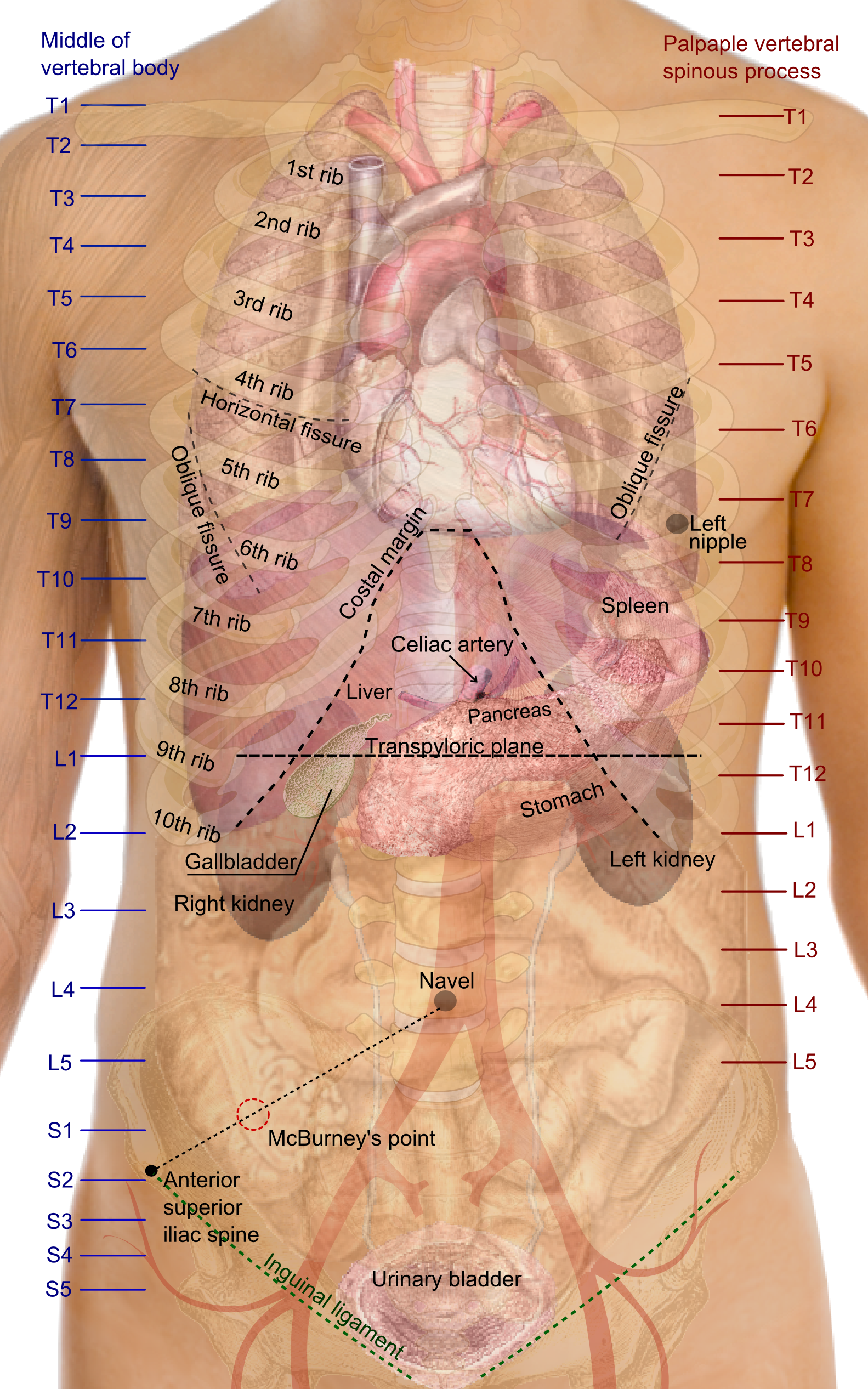
المساقط السطحيّة لأعضاء الجذع، بحسب مستويات الفقرات و الأضلاع و الأمعاء.

في الخط الناصف يوجد خنجر كفيف يمتد من الناتئ الرهابي في الأعلى حتى ارتفاق العانة في الأسفل، يمثّل هذا الانخفاض الخط الأبيض في الجدار البطني الأمامي. وفي حوالي منتصفه تتوضّع السرّة. يوجد على كل جانب العضلة المستقيمة البطنيّة وتكون واضحة في أصحاب الأجساد الرياضيّة. تتقطّع العضلة المستقيمة البطنيّة بواسطة ثلاث انخفاضات عرضيّة أو أكثر تُمثّل هذه الانخفاضات التقطّعات الوتريّة، يكون هناك عادةً تقطّع وتريّ قرب الناتئ الرهابي وآخر قرب السرة وواحد بينهما. يلتقي انخفاض الخط الأبيض مع انخفاضات التقطّعات الوتريّة العرضيّة قاسمةً سطح البطن إلى ست قطع عضليّة واضحة جداً في أصحاب الأجسام الرياضيّة.
الحد الوحشي العلوي للبطن هو الحافة تحت الضلعيّة (عند أو بالقرب من المستوى تحت الضلعيّ) تُشكّله غضاريف الأضلاع الكاذبة (الثامن والتاسع والعاشر) التي لا تلبث أن تتصل مع بعضها. أما الحد الوحشي السفلي للبطن فهو العرف الحرقفيّ ورباط بوبارت الذي يصل بين الشوك الأمامي العلويّ لعظم الحرقفة وأشواك العانة. هذه الحدود السفليّة تُعلَّم بواسطة أثلام مرئية. فوق أشواك العانة على كل جانب تُرى الحلقات البطنيّة الظاهرة والتي تُمثّل فتحات الجدار العضليّ للبطن ينبثق عبرها الحبل المنوي عند الذكر وكذلك يحدث عبرها الفتق الإربي في حال حدوثه.
يمكن تخمين مواقع محتويات البطن عبر رسم ثلاث خطوط أفقيّة وخطان عموديان.

##### الخطوط الأفقية
- الخط الأعلى يُدعى كذلك الخط عبر البواب ويقع في منتصف المسافة بين الثلمة القصيّة والارتفاق العانيّ وغالباً يقطع فتحة البواب الخاصة بالمعدة التي تتوضّع إلى الأيمن من الخط لاناصف بحوالي إنش واحد. تقع كذلك سرّة كل كلية أخفض قليلاً، بينما تكاد النهاية اليُسرى للخط تُلامس الحد السفليّ من الطحال. يُوافق هذا الخط الفقرة القطنيّة الأولى.
- الخط الثاني هو الخط تحت الضلعيّ، ويُرسم من أخفض نقطة في القوس تحت الضلعيّة (الغضروف الضلعيّ العاشر). يتوافق هذا الخط مع الجزء العلوي من الفقرة القطنيّة الرابعة، ويبعد إنشاً واحداً أو أكثر عن السرّة. يشير هذا الخط بشكل غير دقيق إلى القولون المستعرض والنهايات السفليّة للكلى والحد الأعلى من الجزء الثالث (القطعة الثالثة) المعترض من الاثنا عشر (العفج).
- الخط الثالث يُدعى بالخط بين الحُديبيّ ويسير بين حدبتين خشنتين، يُمكن أن يتم الشعور بهما عند الشفة الخارجية من العرف الحرقفيّ على بُعد إنشين ونصف (60 مم) من الشوك الحرقفي العلوي الأمامي. يتوافق هذا الخط مع مستوى الفقرة القطنيّة الخامسة ويمر عبر الدسام اللفائفي الأعوري أو فوقه تماماً، وهي المنطقة التي تتصل بها الأمعاء الدقيقة بالغليظة.

##### الخطوط الشاقولية
يُرسم الخطّان الشاقوليان أو خطا منتصف بوبارت من النقطة الواقعة في المنتصف بين الشوك الحرقفي العلوي الأمامي والارتفاق العانيّ على كل جانب ويسير عموديّاً حتى الحافة الضلعيّة.
- الخط الأيمن هو الأكثر قيمةً، حيث يقع الدسام اللفائفي الأعوري في مكان تقاطع هذا الخط مع الخط بين الحديبتين. تمتد فتحة الزائدة الدوديّة إنشاً واحداً إلى الأسفل عند نقطة ماكبورني. في الجزء العلويّ من الخط يلتقي الخط الشاقولي بالخط عبر البواب عند الحافة السفليّة من الأضلاع وعادةً الضلع التاسع وهنا تقع المرارة.
- يوافق خط منتصف بوبارت الأيسر في ثلاث أرباعه العلويّة مع الحافة الداخليّة للقولون النازل.

يوافق الهامش تحت الضلعيّ الأيمن مع الحد السفليّ لكبد، بينما تقع الحلمة اليمنى فوقه بحوالي نصف إنش.

#### المناطق

##### مخطط المناطق التسع

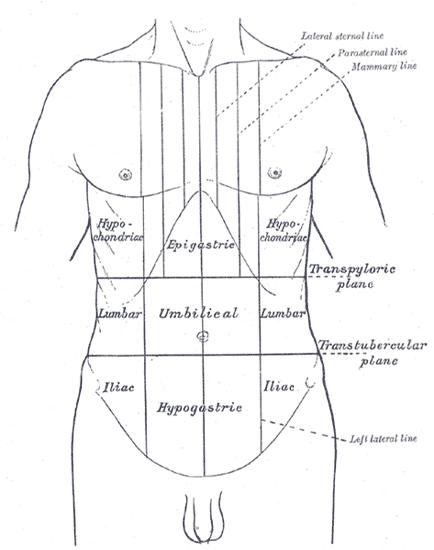
الخطوط السطحيّة لمقدمة الصدر و البطن.

تقسم الخطوط الأفقية الثلاث والشاقوليّان الاثنان سابقة الذكر، تقسم البطن إلى تسع «مناطق». (لاحظ أن السابقة hypo تعني «تحت» وأن السابقة "epi" تعني «فوق»، بينما تشير كلمة "Chondron" إلى غضروف (في هذه الحالة الغضروف الضلعيّ) والكلمة "gaster" بمعنى معدة. كما تُعكس الاتجاهات «أيمن» و «أيسر» بالنسبة للقارئ، لأن الاتجاهات توافق اتجاهات المريض).
| منطقة تحت غضروفية يمنى/ المَراق الأيمن       | منطقة فوق معديّة / الشرسوف | منطقة تحت غضروفية يسرى/ المَراق الأيسر       |
| المنطقة القطنيّة / الوحشيّة أو الخاصرة اليمنى | المنطقة السرية            | المنطقة القطنيّة / الوحشيّة أو الخاصرة اليسرى |
| المنطقة الأُرْبِيّة / الحفرة الحرقفيّة اليمنى    | المنطقة الخثليّة/فوق عانيّة | المنطقة الأُرْبِيّة / الحفرة الحرقفيّة اليسرى    |

الحفرة الحرقفية اليمنى منطقة شائعة للألم والضيق عند المرضى المصابين بالتهاب الزائدة الدوديّة.

##### المخطط الرباعي
و هي طريقة أخرى لتقسيم البطن إلى أربعة أجزاء فقط.

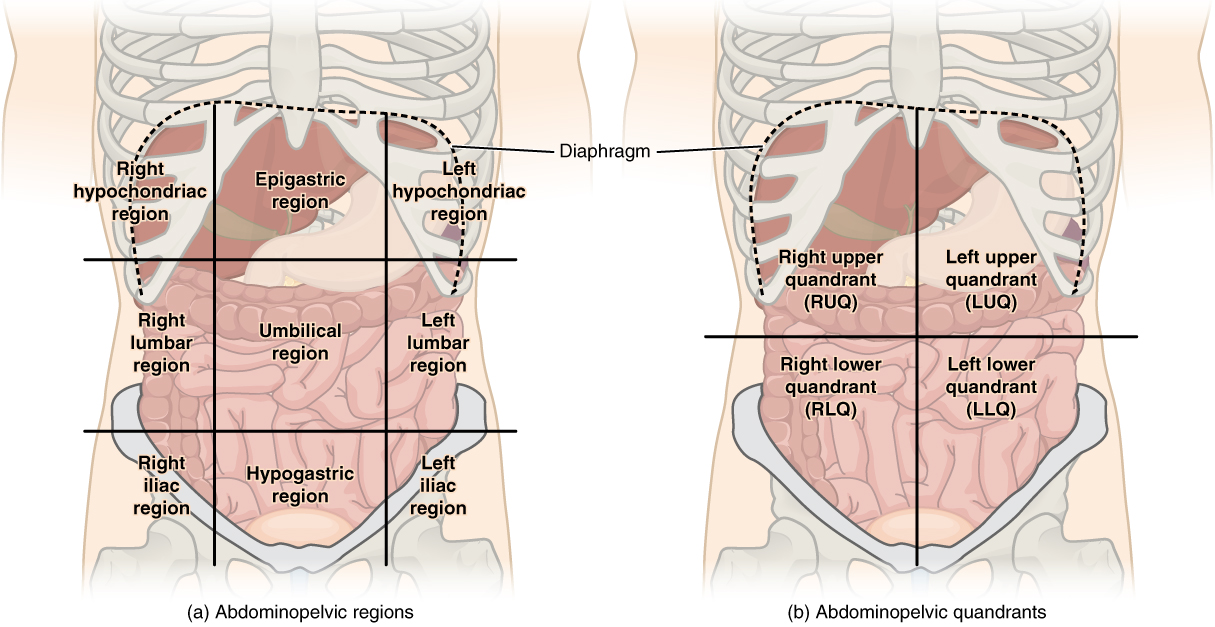
مخططا تقسيم البطن إلى تسع مناطق و إلى أربع مناطق.

| ربع علوي أيمن | ربع علوي أيسر |
| ربع سفلي أيمن | ربع سفلي أيسر |

## حيوانات أخرى

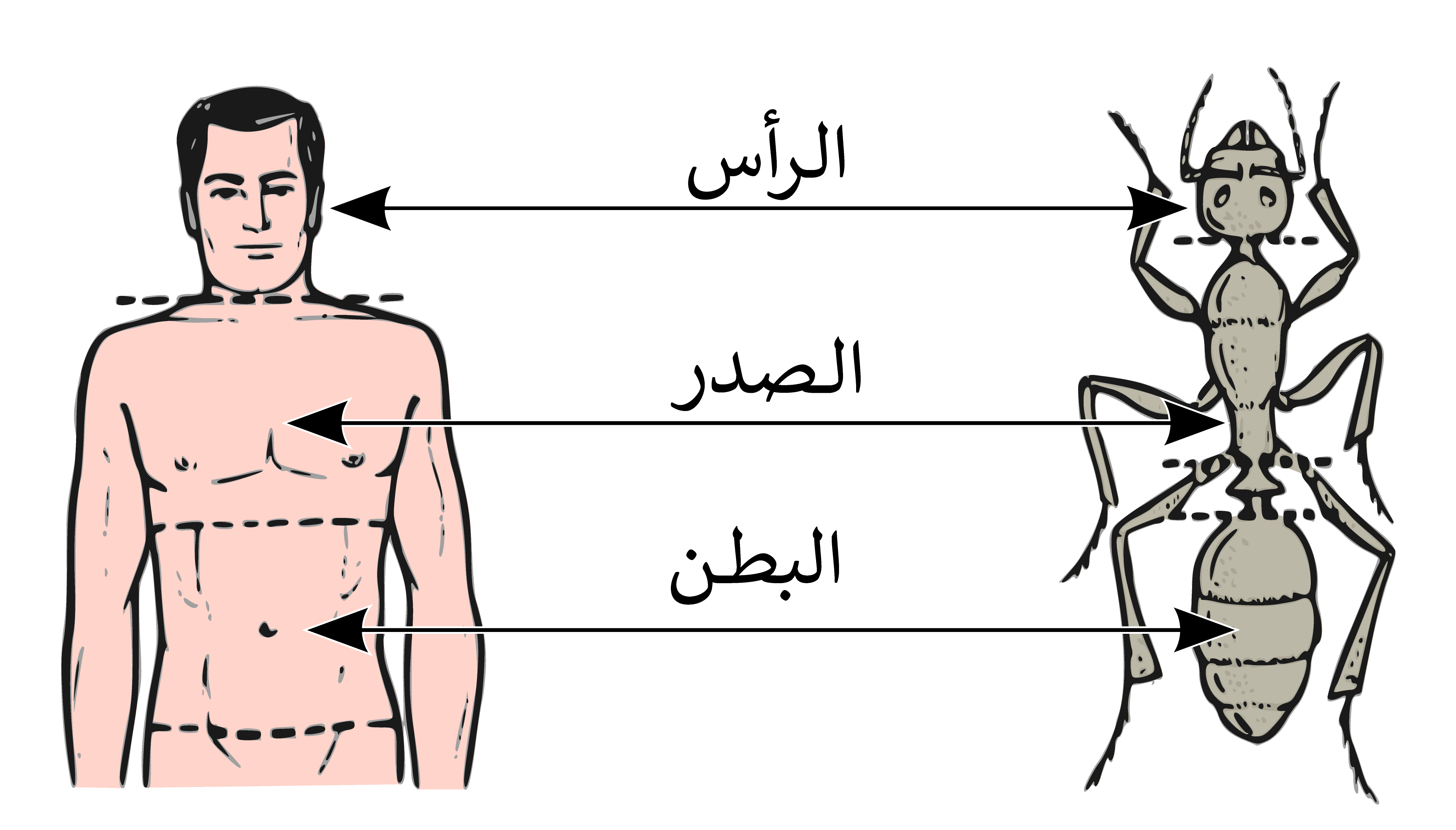
التنادد العياني بين الإنسان والحشرة

في النملة العاملة، يتألف البطن من الوسْط الذي يلتحم بالصدر، و الجسم الخلفي الذي ينقسم إلى عُنيق و معدة بصلية.

يتكوّن البطن عند غير الفقاريات من سلسلة من الصفائح العلوية المعروفة باسم القطع الظهريّة وصفائح سُفليّة معروفة باسم القطع القصيّة، ويُحمل الكائن بأكمله بواسطة غشاء قويّ قابل للتمدّد.
يحتوي بطن الحشرات على أعضاء السبيل الهضميّ والجهاز التنفسيّ، ويتألف البطن عندها من أحد عشر قطعة في معظم الحشرات على الرغم من أن القطعة الثانية عشر غائبة في بالغي معظم الرُتب الراقية. عدد هذه القطع يتنوع من أنواع إلى أخرى حيث ينخفض عدد القطع إلى سبع في نحل العسل. في الكهدليات (قافزات الذيل) يمتلك البطن ست قطع فقط.
في بعض الأحيان يكون البطن مُعَدَّلاً بشكل كبير. ففي ذوات الخصر (النحل والنمل والدبابير) تنصهر القطعة الأولى للبطن مع الصدر فيما يُدعى الوسْط Propodeum. في النمل تُشكِّلُ القطعة الثانية العُنيق الضيّق. بعض النمل يمتلك قطعة قبل عُنيقيّة، فيما تُشكّل القطع البقيّة المعدة البصليّة. يُسمى العُنيق والمعدة معاً (القطع البطنيّة الثانية وما بعد) بالجسم الأمامي.
على عكس مفصليّات الأرجل، لا تمتلك الحشرات أي أرجل على بطنها في الشكل البالغ، على الرغم من أن أوليات الذنب تملك زوائد شبيهة بالأرجل على القطع البطنية الثلاث الأولى، وعتيقات الفك فك كذلك تمتلك «إبر» صغيرة مفصليّة تُعتبر في بعض الأحيان زوائد بدائيّة. العديد من حرشفيات الأجنحة. زوائد سمينة تُدعى بالأرجل الأمامية (فضلاً عن الأرجل الصدرية المألوفة)، وتسمح هذه الزوائد بالإمساك بحواف أوراق النبات أثناء تجوالهم.
في العنكبيات (العناكب والعقارب وأقاربها) يُستخدم مصطلح البطن بالتبادل مع "opisthosoma" «الجسم الخلفي» وهو القسم الخلفي من الجسم ويحمل هذا الجزء الساقين والرأس.